# Tratado de Nymphenburg
El Tratado de Nymphenburg fue un tratado entre Baviera y España que se concluyó el 28 de mayo de 1741 en el Palacio de Nymphenburg de Múnich. Fue el primer pacto formal de una serie de alianzas patrocinadas por Francia contra la monarca de los Habsburgo, María Teresa. Mediante el acuerdo, el elector bávaro Carlos Alberto obtuvo el apoyo del rey Felipe V de España para convertirse en el próximo emperador del Sacro Imperio Romano Germánico frente a las pretensiones de los Habsburgo. El tratado fue negociado por el mariscal Belleisle bajo la autoridad de Luis XV de Francia. Como parte de las negociaciones, los franceses acordaron apoyar materialmente las afirmaciones de Carlos Alberto. El tratado marcó la expansión de la primera guerra de Silesia, que comenzó como una guerra local entre Prusia y la Monarquía de los Habsburgo, hacia la guerra de sucesión de Austria, un conflicto paneuropeo.

## Antecedentes
El principal evento que condujo a este tratado fue la muerte del monarca de los Habsburgo y el emperador del Sacro Germánico, Carlos VI en octubre de 1740. Carlos VI murió sin hijo, por lo que la sucesión recayó en su hija María Teresa. La monarquía de los Habsburgo había sido sometida a la ley sálica que excluía a las mujeres de heredar el trono de los Habsburgo, pero la sanción pragmática de 1713, a la que aceptaron la mayoría de las principales cortes europeas, permitió que una hija del emperador sucediera al trono. A partir de la Pragmática Sanción, María Teresa asumió el trono.
En diciembre de 1740, Federico II aprovechó la muerte de Carlos VI y el estatus incierto de María Teresa como una oportunidad para invadir y adquirir la provincia de Silesia de la monarquía de los Habsburgo para Prusia. Esto inició la primera guerra de Silesia entre Federico II de Prusia y María Teresa de la Monarquía de los Habsburgo. El 10 de abril de 1741, el ejército prusiano derrotó a las fuerzas de los Habsburgo en la batalla de Mollwitz, lo que permitió a Federico mantener el control de Silesia y mostró la debilidad militar de los ejércitos de María Teresa. Esto, a su vez, animó a otros tribunales a aprovechar la aparente vulnerabilidad de la monarquía de los Habsburgo para expandir sus propios territorios a expensas de los Habsburgo.

## Negociaciones
Dos meses después de la victoria de Federico en Mollwitz, el mariscal Belleisle, que sirvió bajo la autoridad de Luis XV de Francia, comenzó un circuito de las cortes del Sacro Imperio Romano-germánico para encontrar aliados en una guerra contra la Monarquía de los Habsburgo. En mayo de 1741, Belleisle fue a Múnich para negociar con el elector de Baviera, Carlos Alberto, que deseaba ser coronado como emperador del Sacro Germánico en lugar de heredero de los Habsburgo; austríacos. Cuando llegó Belleisle, Carlos Alberto ya estaba reuniéndose con representantes del rey Felipe V de España en cuanto a una alianza militar contra la Monarquía de los Habsburgo  ya que Felipe buscaba una oportunidad para crear un ducado para el su hijo Don Felipe a partir del italiano de la Monarquía de los Habsburgo. Bellisle llevó rápidamente a una conclusión exitosa las negociaciones entre Baviera, España y Francia. Negoció un tratado entre Baviera y España, que se firmó el 28 de mayo de 1741 en el Palacio de Nymphenburg. En este tratado, España apoyó la pretensión de Carlos Alberto de convertirse en el próximo emperador del Sacro Germánico. Además, Belleisle también comprometió Francia a una alianza con Baviera, dando apoyo financiero y militar a la reclamación de Carlos Alberto. Carlos Alberto afirmó más tarde su compromiso personal con estos acuerdos afirmando: "Nunca me separaré de mis amigos y nunca concluiré la paz sin su conocimiento y aprobación". Aunque posteriormente los franceses proporcionaron dinero y soldados para apoyar a Carlos Alberto contra la monarquía de los Habsburgo, aún no hay pruebas fiables de que existiera un tratado formal escrito entre Francia y Baviera.

## Liga de Nymphenburg
Tras las negociaciones en Nymphenburg, el mariscal Belleisle continuó ampliando la alianza contra la monarquía de los Habsburgo reclutando otras cortes centroeuropeas. Francia firmó un tratado con Federico II de Prusia en junio de 1741, y otro con Federico Augusto II de Sajonia en septiembre siguiente. Carlos Emmanuel III de Saboya-Cerdeña también se unió a la alianza. Esta alianza anti-Habsburgo de la Francia, España, Baviera, Prusia, Sajonia y Saboya-Cerdeña fue conocida como la Liga de Nymphenburg. Por su papel en la alianza, a cada uno de los participantes se les prometió porciones de las tierras de los Habsburgo. Esta coalición negó efectivamente la sanción pragmática a través de su acuerdo por dividir entre ellos buena parte de las tierras de los Habsburgo. Como resultado, la primera guerra de Silesia se ensanchó en un conflicto en todo el continente, la guerra de sucesión austríaca, ya que María Teresa defendió la monarquía de los Habsburgo contra el conjunto de cortes europeas que formaban la Liga.